# Alimentación ética

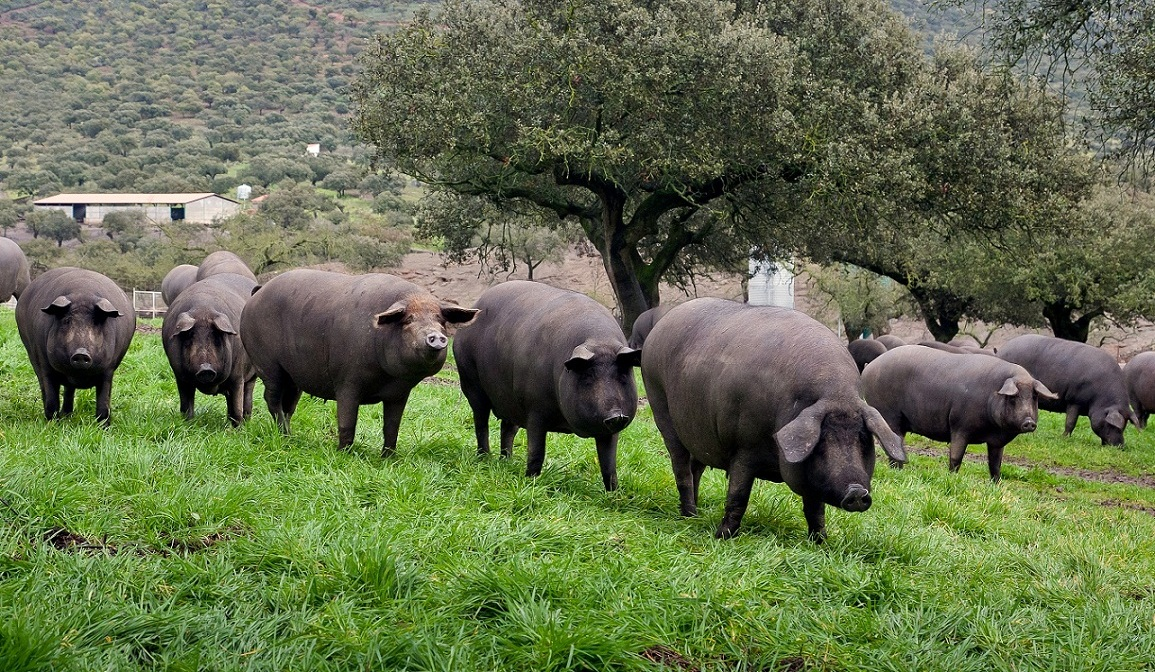
Cerdos en corral libre en España.

La alimentación ética o ética alimentaria es un término usado en la filosofía moral para un tipo de activismo del consumidor basado en el concepto de la compra de productos fabricados éticamente que apoyan a los pequeños fabricantes o artesanos locales y protegen a los animales y el medio ambiente. Este grupo de activismo suele boicotear los productos que explotan a los niños como trabajadores, se prueban en animales o dañan el medio ambiente. Es un campo interdisciplinario relacionado con la ética ambiental y la ética animal. Los temas dentro de la ética alimentaria son el uso de agentes químicos (plaguicidas y fertilizantes), intervenciones genéticas (cambio de animales y plantas mediante modificación genética), condiciones de trabajo en la agricultura y la industria alimentaria, distribución de alimentos (hambre y desnutrición), calidad de la nutrición, bienestar animal y derechos de los animales de granja, y activismo contra ciertas prácticas alimentarias.
La ingesta de alimentos es una necesidad primordiro y esencial del ser humano, pero a la vez resulta de una actividad que contiene serias consecuencias éticas. La forma en que escojamos nuestras comidas repercute no sólo en nuestra salud, sino que influye directamente en el bienestar animal, la naturaleza, así como en la justicia social en relación con el acceso a los recursos. Hoy en día, en un mundo constantemente globalizado donde el sistema alimentario se caracteriza por la industrialización y el comercio de masas, parece indispensable reflexionar sobre las implicaciones éticas que acarrean nuestras decisiones como consumidores.   
Quienes practican la ética alimentaria tienen especial cuidado en las consecuencias morales de las elecciones alimentarias, tanto las realizadas por humanos como por animales. La alimentación ética es un tipo de consumismo ético, que en algunos casos tiene protección penal por peligros graves a la salud y la vida derivados en productos de consumo más allá de la desconfianza del ciudadano.   La alimentación ética puede incluir consideraciones de igual empatía y sensibilidad hacia las plantas: el consumo de sus frutas y elementos de las plantas destinados para el consumo animal.
La aplicación de los principios en torno a una ética alimentaria suelen estar presente fundamentalmente como privilegios económicos propias de las clases altas y menos presentes en grupos de marginalidad sociodemográficos y étnicos. El enfoque en la ética alimentaria puede llegar a ser obsesivo en búsqueda de una dieta perfecta con un sobrepujante esfuerzo a lo restrictivo en vez de lo saludable en términos generales.

## Razones

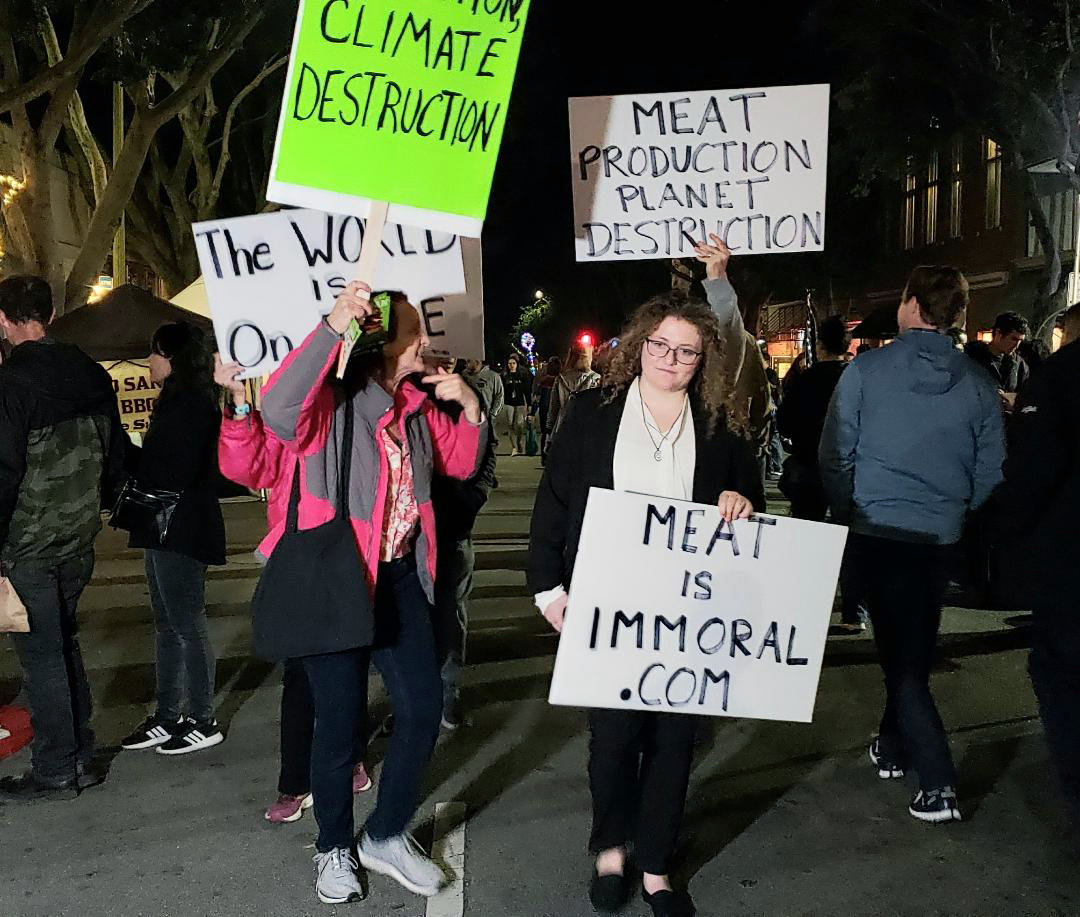
Activistas en acto de protesta.

### Medioambientales
El alcance de los impactos ambientales depende de los métodos de producción de alimentos y los tipos de alimentos producidos. La Unión de Científicos Preocupados aconseja que evitar comer carne de vacuno puede potencialmente ayudar al medio ambiente, debido a las grandes cantidades de agua necesarias para producir carne de res, la contaminación de las heces, el amoníaco, el dióxido de carbono y los desechos de metano asociados con la cría de vacas, los daños causados por el pastoreo y la destrucción del hábitat de la vida silvestre y las selvas tropicales para producir tierras de pastoreo. La carne producida industrialmente, como la de animales criados en operaciones de alimentación de animales confinados o CAFO, tiene "el mayor impacto de cualquier producto alimenticio en el medio ambiente".
Otro de los problemas derivados del tipo de alimentación es el relacionado con las consecuencias que éste tiene sobre el medio ambiente. Son muchos las consecuencias medioambientales derivados del consumo de alimentos producidos en otras partes del mundo, ya que el transporte de los mismos produce un gran impacto en la salud del planeta, tal y como alertan organizaciones como la OMS, la UNESCO o Amigos de la Tierra. De hecho, los tres factores que producen un mayor impacto medioambiental a nivel mundial son el consumo de alimentos, tanto su producción como su transporte, el transporte humano, tanto individual como colectivo, y el uso de aparatos electrónicos en la industria.

### Prácticas laborales

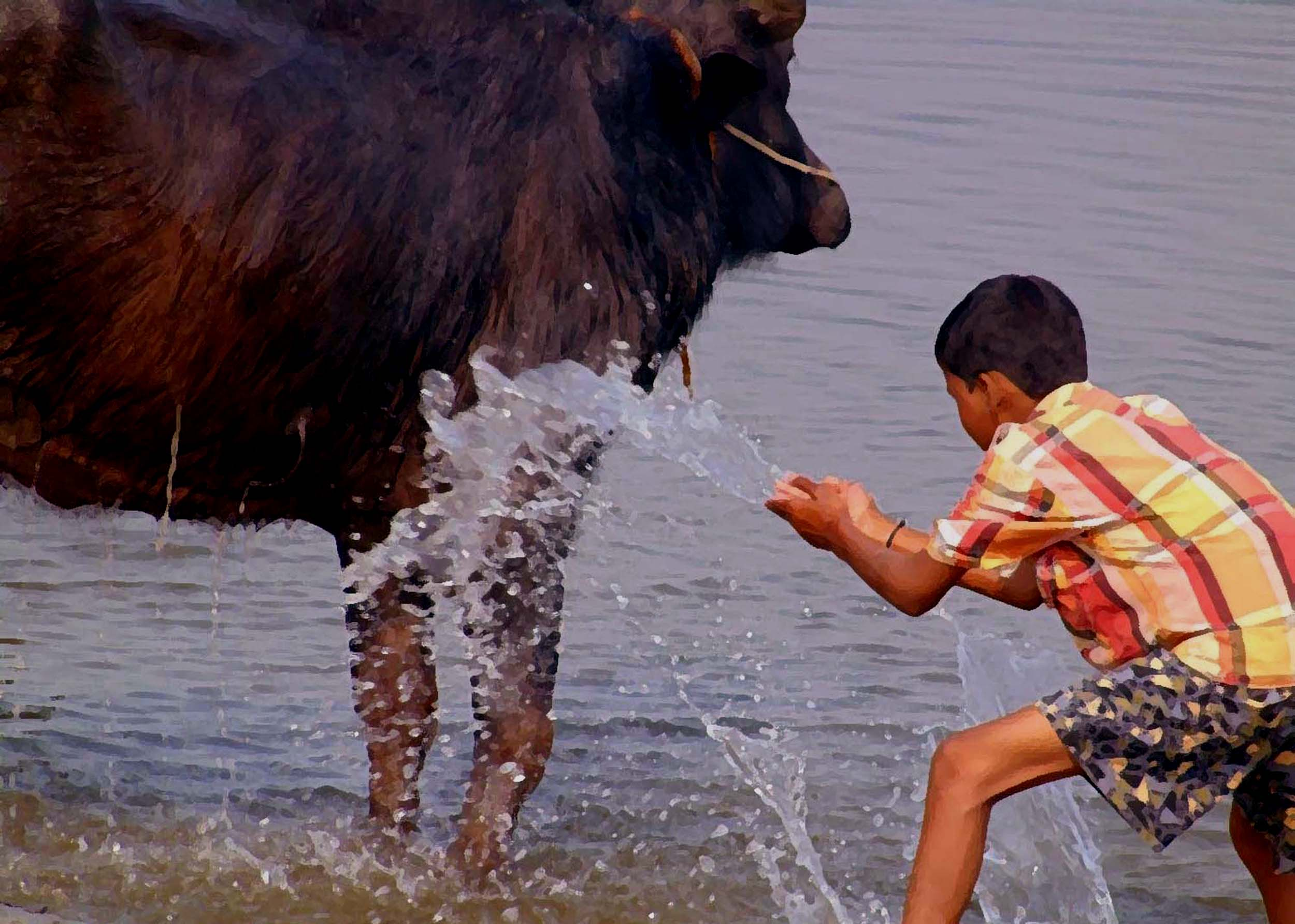
Joven trabajando con ganado.

Dentro del sistema alimentario hay muchas ocupaciones mal pagadas. Muchos trabajadores agrícolas reciben un salario inferior al mínimo o trabajan en condiciones deficientes, especialmente los trabajadores agrícolas en los países en desarrollo y los trabajadores migrantes en las naciones industrializadas. Los trabajos en el procesamiento de alimentos restauración y la venta al por menor de también suelen estar mal pagados y, en ocasiones, son peligrosos.

### Distribución de riqueza
Desde la década de 1980, las políticas que promueven el libre comercio mundial han aumentado la cantidad de alimentos exportados desde los países más pobres, lo que puede afectar negativamente a los alimentos disponibles para sus propias poblaciones. Sin embargo, las campañas para reducir los niveles de importación de alimentos pueden reducir los ingresos de los agricultores de los países más pobres, que dependen de las ventas de exportación.

### Carne
Algunos especialistas en ética argumentan que el mantenimiento y la matanza de animales para el consumo humano no es ético en sí mismo. Otros señalan que la cría de animales es "esencial para las granjas sostenibles, que no dependen de combustibles fósiles y productos químicos", sino que utilizan los desechos animales como fertilizante y la actividad animal como control de malezas y plagas y utilizan animales para "convertir la vegetación que no es comestible para los humanos, y crecer en tierras marginales y sin cultivar, hasta convertirse en alimento ".

### Lácteo y huevos
La producción de huevos y lácteos tiene consecuencias éticas, en particular en la producción industrializada a gran escala. Los pollos y los animales de leche criados en operaciones industriales a menudo reciben un trato menos justo con fines comerciales.
La producción de huevos a pequeña escala, como la de los criadores de pollos de traspatio y las pequeñas granjas diversificadas que crían aves en pastoreo o animales de leche, son menos cargadas desde el punto de vista ético, pero aún crean algunos problemas para los especialistas en ética.

### Cultivos
Algunos alimentos producidos en países en desarrollo se exportan en cantidades que amenazan la capacidad de los residentes locales para obtener sus alimentos tradicionales de manera asequible. La demanda occidental de quinua, un alimento tradicional en Bolivia, Perú y Ecuador, se ha vuelto tan alta que los productores están comiendo una cantidad significativamente menor del grano, prefiriendo venderlo para la importación y suscitando preocupaciones sobre la desnutrición.